# Lista episoadelor din Lost
Această listă cuprinde titlurile episoadelor din primele cinci sezoane ale serialului Lost, incluzând episoadele speciale.

## Sezonul 1
| Episod | Episod | Titlu                                  | Traducere neoficială  | Personaj central | Data lansării      |
| ------ | ------ | -------------------------------------- | --------------------- | ---------------- | ------------------ |
| 1      | 1      | Pilot: Part 1                          | Pilot: partea 1       | Jack             | 22 septembrie 2004 |
| 2      | 2      | Pilot: Part 2                          | Pilot: partea 2       | Charlie & Kate   | 29 septembrie 2004 |
| 3      | 3      | Tabula Rasa                            | Tabula rasa           | Kate             | 6 octombrie 2004   |
| 4      | 4      | Walkabout                              | Călătoria             | Locke            | 13 octombrie 2004  |
| 5      | 5      | White Rabbit                           | Iepurele alb          | Jack             | 20 octombrie 2004  |
| 6      | 6      | House of the Rising Sun                | Casa soarelui răsare  | Sun              | 27 octombrie 2004  |
| 7      | 7      | The Moth                               | Molia                 | Charlie          | 3 noiembrie 2004   |
| 8      | 8      | Confidence Man                         | Escrocul              | Sawyer           | 10 noiembrie 2004  |
| 9      | 9      | Solitary                               | Pe cont propriu       | Sayid            | 17 noiembrie 2004  |
| 10     | 10     | Raised by Another                      | Crescut de alții      | Claire           | 1 decembrie 2004   |
| 11     | 11     | All the Best Cowboys Have Daddy Issues | Toți avem probleme    | Jack             | 8 decembrie 2004   |
| 12     | 12     | Whatever the Case May Be               | Orice-ar fi în valiză | Kate             | 5 ianuarie 2005    |
| 13     | 13     | Hearts and Minds                       | Trup și suflet        | Boone            | 12 ianuarie 2005   |
| 14     | 14     | Special                                | Special               | Michael & Walt   | 19 ianuarie 2005   |
| 15     | 15     | Homecoming                             | Întoarcerea acasă     | Charlie          | 9 februarie 2005   |
| 16     | 16     | Outlaws                                | În afara legii        | Sawyer           | 16 februarie 2005  |
| 17     | 17     | ... In Translation                     | ... Printre cuvinte   | Jin              | 23 februarie 2005  |
| 18     | 18     | Numbers                                | Numerele              | Hurley           | 2 martie 2005      |
| 19     | 19     | Deus Ex Machina                        | Deus ex machina       | Locke            | 30 martie 2005     |
| 20     | 20     | Do No Harm                             | Să nu faci rău        | Jack             | 6 aprilie 2005     |
| 21     | 21     | The Greater Good                       | Marele bine           | Sayid            | 4 mai 2005         |
| 22     | 22     | Born to Run                            | Născută fugară        | Kate             | 11 mai 2005        |
| 23     | 23     | Exodus: Part 1                         | Exodul: partea 1      | Mai mulți        | 18 mai 2005        |
| 24     | 24     | Exodus: Part 2                         | Exodul: partea 2      | Mai mulți        | 25 mai 2005        |
| 25     | 25     | Exodus: Part 3                         | Exodul: partea 3      | Mai mulți        | 25 mai 2005        |

## Sezonul 2
| Episod | Episod | Titlu                            | Traducere neoficială                    | Personaj central        | Data lansării      |
| ------ | ------ | -------------------------------- | --------------------------------------- | ----------------------- | ------------------ |
| 26     | 1      | Man of Science, Man of Faith     | Om al științei, om al credinței         | Jack                    | 21 septembrie 2005 |
| 27     | 2      | Adrift                           | În voia valurilor                       | Michael                 | 28 septembrie 2005 |
| 28     | 3      | Orientation                      | Orientarea                              | Locke                   | 5 octombrie 2005   |
| 29     | 4      | Everybody Hates Hugo             | Toți îl urăsc pe Hugo                   | Hurley                  | 12 octombrie 2005  |
| 30     | 5      | ... And Found                    | ... Și găsit                            | Sun & Jin               | 19 octombrie 2005  |
| 31     | 6      | Abandoned                        | Abandonat                               | Shannon                 | 9 noiembrie 2005   |
| 32     | 7      | The Other 48 Days                | Celelalte 48 de zile                    | Cei din coada avionului | 16 noiembrie 2005  |
| 33     | 8      | Collision                        | Conflict                                | Ana Lucia               | 23 noiembrie 2005  |
| 34     | 9      | What Kate Did                    | Ce a făcut Kate                         | Kate                    | 30 noiembrie 2005  |
| 35     | 10     | The 23rd Psalm                   | Psalmul 23                              | Dl. Eko                 | 11 ianuarie 2006   |
| 36     | 11     | The Hunting Party                | Petrecerea vânătoarei                   | Jack                    | 18 ianuarie 2006   |
| 37     | 12     | Fire + Water                     | Foc + apă                               | Charlie                 | 25 ianuarie 2006   |
| 38     | 13     | The Long Con                     | Marea înșelăciune                       | Sawyer                  | 8 februarie 2006   |
| 39     | 14     | One of Them                      | Unul din ei                             | Sayid                   | 15 februarie 2006  |
| 40     | 15     | Maternity Leave                  | Ieșirea din maternitate                 | Claire                  | 1 martie 2006      |
| 41     | 16     | The Whole Truth                  | Tot adevărul                            | Sun                     | 22 martie 2006     |
| 42     | 17     | Lockdown                         | Închiderea                              | Locke                   | 29 martie 2006     |
| 43     | 18     | Dave                             | Dave                                    | Hurley                  | 5 aprilie 2006     |
| 44     | 19     | S.O.S.                           | S.O.S.                                  | Rose & Bernard          | 12 aprilie 2006    |
| 45     | 20     | Two for the Road                 | Doi pentru drum                         | Ana Lucia               | 3 mai 2006         |
| 46     | 21     | ?                                | ?                                       | Dl. Eko                 | 10 mai 2006        |
| 47     | 22     | Three Minutes                    | Trei minute                             | Michael                 | 17 mai 2006        |
| 48     | 23     | Live Together, Die Alone: Part 1 | Trăim împreună, murim singuri: partea 1 | Desmond                 | 24 mai 2006        |
| 49     | 24     | Live Together, Die Alone: Part 2 | Trăim împreună, murim singuri: partea 2 | Desmond                 | 24 mai 2006        |

## Sezonul 3
| Episod | Episod | Titlu                             | Traducere neoficială       | Personaj central | Data lansării     |
| ------ | ------ | --------------------------------- | -------------------------- | ---------------- | ----------------- |
| 50     | 1      | A Tale of Two Cities              | Povestea a două orașe      | Jack             | 4 octombrie 2006  |
| 52     | 3      | The Glass Ballerina               | Balerina de sticlă         | Sun & Jin        | 11 octombrie 2006 |
| 51     | 2      | Further Instructions              | Instrucțiuni suplimentare  | Locke            | 18 octombrie 2006 |
| 53     | 4      | Every Man for Himself             | Fiecare pentru el          | Sawyer           | 25 octombrie 2006 |
| 54     | 5      | The Cost of Living                | Prețul vieții              | Dl. Eko          | 1 noiembrie 2006  |
| 55     | 6      | I Do                              | Da                         | Kate             | 8 noiembrie 2006  |
| 56     | 7      | Not in Portland                   | Nu în Portland             | Juliet           | 7 februarie 2007  |
| 57     | 8      | Flashes Before Your Eyes          | Viziuni                    | Desmond          | 14 februarie 2007 |
| 58     | 9      | Stranger in a Strange Land        | Străin într-o țară străină | Jack             | 21 februarie 2007 |
| 59     | 10     | Tricia Tanaka Is Dead             | Tricia Tanaka este moartă  | Hurley           | 28 februarie 2007 |
| 60     | 11     | Enter 77                          | Introdu 77                 | Sayid            | 7 martie 2007     |
| 61     | 12     | Par Avion                         | Par Avion                  | Claire           | 14 martie 2007    |
| 62     | 13     | The Man from Tallahassee          | Omul din Tallahassee       | Locke            | 21 martie 2007    |
| 63     | 14     | Exposé                            | Expus                      | Nikki și Paulo   | 28 martie 2007    |
| 64     | 15     | Left Behind                       | Lăsat în urmă              | Kate             | 4 aprilie 2007    |
| 65     | 16     | One of Us                         | Una dintre noi             | Juliet           | 11 aprilie 2007   |
| 66     | 17     | Catch-22                          | Catch-22                   | Desmond          | 18 aprilie 2007   |
| 67     | 18     | D.O.C.                            | D.C.                       | Sun              | 25 aprilie 2007   |
| 68     | 19     | The Brig                          | Celula                     | Locke            | 2 mai 2007        |
| 69     | 20     | The Man Behind the Curtain        | Omul din spatele cortinei  | Ben              | 9 mai 2007        |
| 70     | 21     | Greatest Hits                     | Cele mai mari hituri       | Charlie          | 16 mai 2007       |
| 71     | 22     | Through the Looking Glass: Part 1 | În oglindă: partea 1       | Jack             | 23 mai 2007       |
| 72     | 23     | Through the Looking Glass: Part 2 | În oglindă: partea 2       | Jack             | 23 mai 2007       |

## Sezonul 4
| Episod | Episod | Titlu                              | Traducere neoficială             | Personaj central | Data lansării     |
| ------ | ------ | ---------------------------------- | -------------------------------- | ---------------- | ----------------- |
| 73     | 1      | The Beginning of the End           | Începutul sfârșitului            | Hurley           | 31 ianuarie 2008  |
| 74     | 2      | Confirmed Dead                     | Moarte confirmată                | Personajele noi  | 7 februarie 2008  |
| 75     | 3      | The Economist                      | Economistul                      | Sayid            | 14 februarie 2008 |
| 76     | 4      | Eggtown                            | Orașul ouălor                    | Kate             | 21 februarie 2008 |
| 77     | 5      | The Constant                       | Constanta                        | Desmond          | 28 februarie 2008 |
| 78     | 6      | The Other Woman                    | Cealaltă femeie                  | Juliet           | 6 martie 2008     |
| 79     | 7      | Ji Yeon                            | Ji Yeon                          | Sun & Jin        | 13 martie 2008    |
| 80     | 8      | Meet Kevin Johnson                 | Întâlnirea cu Kevin Johnson      | Michael          | 20 martie 2008    |
| 81     | 9      | The Shape of Things to Come        | Forma lucrurilor ce vor urma     | Ben              | 24 aprilie 2008   |
| 82     | 10     | Something Nice Back Home           | Ceva frumos la întoarcerea acasă | Jack             | 1 mai 2008        |
| 83     | 11     | Cabin Fever                        | Claustrofobia                    | Locke            | 8 mai 2008        |
| 84     | 12     | There's No Place Like Home: Part 1 | Nicăieri nu-i ca acasă: partea 1 | Mai mulți        | 15 mai 2008       |
| 85     | 13     | There's No Place Like Home: Part 2 | Nicăieri nu-i ca acasă: partea 2 | Mai mulți        | 29 mai 2008       |
| 86     | 14     | There's No Place Like Home: Part 3 | Nicăieri nu-i ca acasă: partea 3 | Mai mulți        | 29 mai 2008       |

## Sezonul 5
| Episod | Episod | Titlu                                | Traducere neoficială                | Personaj central | Data lansării     |
| ------ | ------ | ------------------------------------ | ----------------------------------- | ---------------- | ----------------- |
| 87     | 1      | Because You Left                     | Pentru că ați plecat                |                  | 21 ianuarie 2009  |
| 88     | 2      | The Lie                              | Minciuna                            | Hurley           | 21 ianuarie 2009  |
| 89     | 3      | Jughead                              | Jughead                             | Desmond          | 28 ianuarie 2009  |
| 90     | 4      | The Little Prince                    | Micul Prinț                         | Kate             | 4 februarie 2009  |
| 91     | 5      | This Place is Death                  | Aici este moartea                   | Sun & Jin        | 11 februarie 2009 |
| 92     | 6      | 316                                  | 316                                 | Jack             | 18 februarie 2009 |
| 93     | 7      | The Life and Death of Jeremy Bentham | Viața și moartea lui Jeremy Bentham | Locke            | 25 februarie 2009 |
| 94     | 8      | LaFleur                              | LaFleur                             | Sawyer           | 4 martie 2009     |
| 95     | 9      | Namaste                              | Namaste                             | Niciunul         | 18 martie 2009    |
| 96     | 10     | He's Our You                         | El este "Tu"-ul nostru              | Sayid            | 25 martie 2009    |
| 97     | 11     | Whatever Happened, Happened          | Ce-a fost, a fost                   | Kate             | 1 aprilie 2009    |
| 98     | 12     | Dead is Dead                         | Mortul e bun mort                   | Ben              | 8 aprilie 2009    |
| 99     | 13     | Some Like It Hoth                    | Unora le place Hoth                 | Miles            | 15 aprilie 2009   |
| 100    | 14     | The Variable                         | Variabila                           | Faraday          | 29 aprilie 2009   |
| 101    | 15     | Follow the Leader                    | Urmați-vă conducătorul              | Niciunul         | 6 mai 2009        |
| 102    | 16     | The Incident Part.1                  | Incidentul (Partea Întâi)           | Jacob            | 13 mai 2009       |
| 103    | 17     | The Incident Part.2                  | Incidentul (Partea a II-a)          | Jacob            | 13 mai 2009       |

## Sezonul 6
| Episod  | Episod | Titlu                | Traducere neoficială           | Personaj central      | Data lansării     |
| ------- | ------ | -------------------- | ------------------------------ | --------------------- | ----------------- |
| 104,105 | 1,2    | LA X                 | LA X                           | Mai mulți             | 2 februarie 2010  |
| 106     | 3      | What Kate Does       | Ce voia Kate                   | Kate                  | 9 februarie 2010  |
| 107     | 4      | The Substitute       | Membru supleant                | John                  | 16 februarie 2010 |
| 108     | 5      | Lighthouse           | Farul                          | Jack                  | 23 februarie 2010 |
| 109     | 6      | Sundown              | Apusul                         | Sayid                 | 2 martie 2010     |
| 110     | 7      | Dr. Linus            | Dr. Linus                      | Ben                   | 9 martie 2010     |
| 111     | 8      | Recon                | Recunoaștere                   | Sawyer                | 16 martie 2010    |
| 112     | 9      | Ab Aeterno           | Ab Aeterno                     | Richard               | 23 martie 2010    |
| 113     | 10     | The Package          | Pachetul                       | Sun & Jin             | 30 martie 2010    |
| 114     | 11     | Happily Ever After   | Până la adânci bătrâneți       | Desmond               | 6 aprilie 2010    |
| 115     | 12     | Everybody Loves Hugo | Toată lumea îl iubeste pe Hugo | Hugo                  | 13 aprilie 2010   |
| 116     | 13     | The Last Recruit     | Ultimul recrut                 | Mai mulți             | 20 aprilie 2010   |
| 117     | 14     | The Candidate        | Candidatul                     | Jack & John           | 4 mai 2010        |
| 118     | 15     | Across the Sea       | Peste mare                     | Jacob & "Fumul negru" | 11 mai 2010       |
| 119     | 16     | What They Died For   | Pentru ce au murit ei          | Mai mulți             | 18 mai 2010       |
| 120,121 | 17,18  | The End              | Sfârșitul                      | Mai mulți             | 23 mai 2010       |

## Mobisoadele
Treisprezece clipuri de 2-3 minute, denumite mobisoade (mobisodes), au fost produse pentru telefoanele mobile.
| Episod | Episod | Titlu                                       | Traducere neoficială                         | Personaj central | Data lansării     |
| ------ | ------ | ------------------------------------------- | -------------------------------------------- | ---------------- | ----------------- |
| M1     | M1     | The Watch                                   | Ceasul                                       |                  | 7 noiembrie 2007  |
| M2     | M2     | The Adventures of Hurley and Frogurt        | Aventurile lui Hurley și Frogurt             |                  | 13 noiembrie 2007 |
| M3     | M3     | King of the Castle                          | Regele castelului                            |                  | 20 noiembrie 2007 |
| M4     | M4     | The Deal                                    | Afacerea                                     |                  | 26 noiembrie 2007 |
| M5     | M5     | Operation: Sleeper                          | Operation: Sleeper                           |                  | 3 decembrie 2007  |
| M6     | M6     | Room 23                                     | Camera 23                                    |                  | 11 decembrie 2007 |
| M7     | M7     | Arzt & Crafts                               | ~                                            |                  | 17 decembrie 2007 |
| M8     | M8     | Buried Secrets                              | Secrete îngropate                            |                  | 24 decembrie 2007 |
| M9     | M9     | Tropical Depressio                          | Depresie tropicală                           |                  | 31 decembrie 2007 |
| M10    | M10    | Jack, Meet Ethan. Ethan? Jack]              | Jack, el e Ethan. Ethan? Jack.               |                  | 7 ianuarie 2008   |
| M11    | M11    | Jin Has a Temper-Tantrum on the Golf Course | Jin are o cădere nervoasă pe terenul de golf |                  | 14 ianuarie 2008  |
| M12    | M12    | The Envelope                                | Plicul                                       |                  | 21 ianuarie 2008  |
| M13    | M13    | So It Begins                                | Așadar începe                                |                  | 28 ianuarie 2008  |

## Episoade recapitulative
| Episod | Episod | Titlu                      | Traducere neoficială            | Personaj central                | Data lansării      |
| ------ | ------ | -------------------------- | ------------------------------- | ------------------------------- | ------------------ |
| S1     | S1     | The Journey                | Voiajul                         | Marele bine                     | 27 aprilie 2005    |
| S2     | S2     | Destination Lost           | Destinație pierdută             | Om al științei, om al credinței | 21 septembrie 2005 |
| S3     | S3     | Revelation                 | Revelație                       | Dl. Eko                         | 11 ianuarie 2006   |
| S4     | S4     | Reckoning                  | Evaluare                        | Doi pentru drum                 | 26 aprilie 2006    |
| S5     | S5     | A Tale of Survival         | Povestea unei supraviețuiri     | Povestea a două orașe           | 27 septembrie 2006 |
| S6     | S6     | Survivor Guide             | Ghidul supraviețuitorului       | Nu în Portland                  | 7 februarie 2007   |
| S7     | S7     | The Answers                | Răspunsurile                    | Cele mai mari hituri            | 16 mai 2007        |
| S8     | S8     | Past, Present & Future     | Trecutul, prezentul și viitorul | Începutul sfârșitului           | 31 ianuarie 2008   |
| S9     | S9     | Destiny Calls              | Chemarea destinului             | Pentru că ați plecat            | 21 ianuarie 2009   |
| S10    | S10    | The Story of the Oceanic 6 | Povestea grupului Oceanic 6     | Variabila                       | 22 aprilie 2009    |
| S11    | S11    | A Journey in Time          | O călătorie în timp             | Incidentul (Partea Întâi)       | 13 mai 2009        |
| S12    | S12    | Lost: Final Chapter        | Lost: Capitolul final           | LA X                            | 2 februarie 2010   |
| S13    | S13    | Lost: The Final Journey    | Lost: Călătoria finală          | Sfârșitul                       | 23 mai 2010        |